# 로렌 맬트비
로렌 맬트비(Lauren Maltby, 1984년 11월 17일 ~ )는 미국의 배우, 영화배우, 심리학자이다.
샌디에이고에서 태어났다.

## 영화
- 우주소녀 제논: Z3 (2004년)
- 우주소녀 제논 (2001년) - 마지 역
- 스텝시스터 프롬 플래닛 위어드 (2000년)
- 시스터스 앤드 스트레인저스 (1997년)
- 홈 포 크리스마스 (1997년)